# Кас (окръг, Илинойс)
Вижте пояснителната страница за други населени места с името Кас.
Окръг Кас (на английски: Cass County) е окръг в щата Илинойс, Съединени американски щати. Площта му е 995 km², а населението - 13 695 души (2000). Административен център е град Вирджиния.